# P. J. Byrne
Paul Jeffrey Byrne (Maplewood, Minnesota, 15 de diciembre de 1974) es un actor de cine y televisión estadounidense. Es mejor conocido por sus papeles de Nicky "Rugrat" Koskoff en la película de Martin Scorsese El lobo de Wall Street (2013) y Bolin en la serie animada de Nickelodeon La leyenda de Korra (2012-2014).

## Primeros años y educación
Byrne nació en Maplewood, Nueva Jersey, hijo de Emma N. (Ferraro) y Paul I. Byrne Jr., y se crio en Old Tappan, Nueva Jersey, donde se graduó de Northern Valley Regional High School en  OldTappan.
Byrne, graduado del Boston College con una doble especialización en finanzas y teatro y una Maestría en Bellas Artes de la Escuela de Teatro de la Universidad DePaul, estaba en camino de convertirse en banquero de inversiones al salir de la universidad cuando un profesor de teatro en BC lo convenció de seguir su pasión por la actuación.

## Carrera
Byrne comenzó su carrera en pequeños papeles en películas como Bruce Almighty, Fun with Dick and Jane, Bewitched y ¡Porque lo digo yo!. También tuvo papeles como invitado en series de televisión como ER, El ala oeste de la Casa Blanca, Reno 911! y NCIS antes de conseguir un papel recurrente en The Game.
Byrne pasó a tener papeles más destacados en películas como Dinner for Schmucks, Extraordinary Measures, The Campaign y Horrible Bosses. Fue elegido para uno de los papeles principales en Destino final 5, que recibió críticas generalmente positivas y fue un éxito comercial.
Además de sus papeles en pantalla, Byrne proporcionó la voz de Bolin, uno de los papeles principales en la serie de Nickelodeon La leyenda de Korra, desde el comienzo del programa en 2012 hasta su final en 2014.
En 2013, apareció en la película dirigida por Martin Scorsese El lobo de Wall Street, que recibió elogios de la crítica y fue nominada a numerosos premios. Al año siguiente protagonizó la serie de televisión Intelligence.
Se unió a Dwayne Johnson en la película de acción Rampage del 2018.

## Vida personal
Reside en Los Ángeles con su esposa, Jaime, quien fue directora ejecutiva en Los Ángeles y Beverly Hills de servicios de atención médica y recaudación de fondos para la Asociación de Distrofia Muscular y ahora presidenta de Jaime Byrne Events, LLC. Byrne y su esposa tienen dos hijas y un hijo.

## Filmografía

### Películas
| Año  | Título                                    | Papel                     | Notas                             |
| ---- | ----------------------------------------- | ------------------------- | --------------------------------- |
| 2003 | Bruce Almighty                            | Panicked Newsroom Staffer |                                   |
| 2005 | Fun with Dick and Jane                    | Laughing Executive        |                                   |
| 2005 | Bewitched                                 | Writer                    |                                   |
| 2007 | Charlie Wilson's War                      | Jim Van Wagenen           |                                   |
| 2007 | Evan Almighty                             | Evan's Staffer            |                                   |
| 2007 | Loveless in Los Angeles                   | Perry                     |                                   |
| 2007 | ¡Porque lo digo yo!                       | Fotógrafo                 |                                   |
| 2008 | Be Kind Rewind                            | Mr. Baker                 |                                   |
| 2008 | First Sunday                              | Dr. Preston               |                                   |
| 2008 | Kissing Cousins                           | Tucker                    |                                   |
| 2008 | Surfer, Dude                              | Abogado de Zarno          |                                   |
| 2008 | Soul Men                                  | Doctor de Floyd           |                                   |
| 2009 | Finding Bliss                             | Gary                      |                                   |
| 2010 | Dinner for Schmucks                       | Davenport                 |                                   |
| 2010 | Extraordinary Measures                    | Dr. Preston               |                                   |
| 2010 | The Candidate                             | Paul                      | Cortometraje                      |
| 2011 | Son of Morning                            | Mitchel Zangwell          |                                   |
| 2011 | Horrible Bosses                           | Kenny Sommerfield         |                                   |
| 2011 | New Romance                               | PJ                        | Cortometraje                      |
| 2011 | Destino final 5                           | Isaac Palmer              |                                   |
| 2011 | Snitch                                    | Perry                     |                                   |
| 2012 | Coffees                                   | Barry                     | Cortometraje                      |
| 2012 | The Campaign                              | Rick                      |                                   |
| 2012 | K-11                                      | C.R.                      |                                   |
| 2012 | Last Supper                               |                           | Cortometraje; escritor y director |
| 2013 | El lobo de Wall Street                    | Nicky "Rugrat" Koskoff    |                                   |
| 2014 | Walk of Shame                             | Moshe                     |                                   |
| 2015 | El regalo                                 | Danny McDonald            |                                   |
| 2016 | True Memoirs of an International Assassin | Trent                     |                                   |
| 2017 | Eloise                                    | Scott Carter              |                                   |
| 2017 | The Clapper                               | Mr. Caldwell              |                                   |
| 2017 | Home Again                                | Paul                      |                                   |
| 2017 | Miyubi                                    | Peter                     |                                   |
| 2018 | 15:17 Tren a París                        | Mr. Henry                 |                                   |
| 2018 | Rampage                                   | Nelson                    |                                   |
| 2018 | Green Book                                | Record Exec               |                                   |
| 2019 | The World Without You                     | Amram                     |                                   |
| 2019 | Countdown                                 | Padre John                |                                   |
| 2019 | Bombshell                                 | Neil Cavuto               |                                   |
| 2019 | Mob Town                                  | Vincent Vasisko           |                                   |
| 2022 | The Moon & Back                           | Mr. Martin                |                                   |
| 2022 | Somewhere in Queens                       | Ben Pearson               |                                   |
| 2022 | Spirited                                  | Mr. Alteli                |                                   |
| 2022 | Babylon                                   | Max                       |                                   |
| 2023 | ¡Shazam! La furia de los dioses           | Dr. Dario Bava            |                                   |
| 2024 | Dear Santa                                | Mr. Charles               |                                   |
| 2024 | Riff Raff                                 | Garrison                  |                                   |

### Televisión
| Año                   | Título                              | Papel                      | Notas                                                 |
| --------------------- | ----------------------------------- | -------------------------- | ----------------------------------------------------- |
| 2002                  | Presidio Med                        | Dr. Whitby                 | Episodio: "Milagros"                                  |
| 2002                  | ER                                  | Ken the Kiosk Man          | Episodio: "Dead Again"                                |
| 2003                  | The Lyon's Den                      | Larry Michaels             | Episodio: "Blood"                                     |
| 2003                  | Strong Medicine                     | Levin                      | Episodio: "Rash Decisions"                            |
| 2003                  | Yes, Dear                           | AD                         | Episodio: "Let's Get Jaggy with It"                   |
| 2003                  | Crossing Jordan                     | Forensic Goofball          | Episodio: "Ockham's Razor"                            |
| 2005                  | El ala oeste de la Casa Blanca      | David Orbitz               | Episodio: "Ninety Miles Away"                         |
| 2006                  | My Boys                             | Keith Luger                | Episodio: "Released"                                  |
| 2006                  | Just Legal                          | Wayne                      | Episodio: "Body in the Trunk"                         |
| 2006                  | Reno 911!                           | Agent Bruce Padul          | Episodio: "Spanish Mike Returns"                      |
| 2006                  | The New Adventures of Old Christine | Doug                       | Episodio: "Exile on Lame Street"                      |
| 2006                  | Four Kings                          | Sheldon Dratch             | Episodio: "Elephant in the Room"                      |
| 2006                  | Twins                               | Eric Weiner                | Episodio: "Sneaks and Geeks"                          |
| 2006                  | NCIS                                | Ross Logan                 | Episodio: "Deception"                                 |
| 2006–2009, 2012, 2015 | The Game                            | Irv Smiff                  | Recurrente                                            |
| 2007                  | Viva Laughlin                       | Jonesy                     | 2 episodios                                           |
| 2007                  | Boston Legal                        | Matthew Steinkellner       | Episodio: "Dumping Bella"                             |
| 2007                  | Desperate Housewives                | Nick                       | Episodio: "Not While I'm Around"                      |
| 2009                  | Hannah Montana                      | Baz B. Berkley             | 2 episodios                                           |
| 2009                  | Three Rivers                        | Dale Coffey                | Episodio: "Place of Life"                             |
| 2009                  | It's Always Sunny in Philadelphia   | Tad                        | Episodio: "The Gang Exploits the Mortgage Crisis"     |
| 2009                  | Burn Notice                         | Stacey Conolly             | Episodio: "Fearless Leader"                           |
| 2009                  | Bones                               | Joe Fillion                | Episodio: "The Cinderella in the Cardboard"           |
| 2011                  | El mentalista                       | Kieran Carruthers          | Episodio: "Rhapsody in Red"                           |
| 2011                  | Castle                              | Tony                       | Episodio: "To Love and Die in LA"                     |
| 2012                  | Are You There, Chelsea?             | Elliot                     | 2 episodios                                           |
| 2012–2014             | La leyenda de Korra                 | Bolin                      | Voz, protagonista                                     |
| 2014                  | Intelligence                        | Nelson Cassidy             | Protagonista                                          |
| 2015                  | Being Mary Jane                     | Arthur Holzman             | 2 episodios                                           |
| 2016                  | Vinyl                               | Scott Leavitt              | Protagonista                                          |
| 2016                  | Blindspot                           | Douglas Winter             | Episodio: "Her Spy's Harmed"                          |
| 2016–2017             | Justice League Action               | Ronnie Raymond / Firestorm | Voz, recurrente                                       |
| 2017–2019             | Big Little Lies                     | Principal Nippal           | Recurrente                                            |
| 2017–2018             | I'm Dying Up Here                   | Kenny Vessey               | 7 episodios                                           |
| 2018–2019             | Black Lightning                     | Principal Mike Lowry       | 5 episodios                                           |
| 2018                  | Tremors                             | Melvin Plug                | Película de TV                                        |
| 2019                  | Black-ish                           | Mr. Solomon                | Episodios: "Wilds of Valley Glen"                     |
| 2019                  | Dinastía                            | Stuart                     | 2 episodios                                           |
| 2019                  | Lodge 49                            | Dag                        | Episodio: "The Door"                                  |
| 2020–2021             | All Rise                            | Juror Futrell              | 2 episodios                                           |
| 2020–2022             | The Boys                            | Adam Bourke                | 3 episodios                                           |
| 2021                  | Yo nunca                            | Evan                       | Recurring (season 2)                                  |
| 2021                  | Them                                | Stuart Berks               | 3 episodios                                           |
| 2021                  | Cobra Kai                           | Greg                       | Episodio: "Party Time"                                |
| 2021–2023             | Ghosts                              | Dan Herbst / Lawyer        | 2 episodios                                           |
| 2022                  | Roar                                | Rodney                     | Episodio: "The Woman Who Found Bite Marks on Her Ski" |
| 2022                  | Irreverent                          | Mackenzie 'Mack' Boyd      | 10 episodios                                          |
| 2023                  | Gen V                               | Adam Bourke                | [ 10 ]                                                |
| —                     | The Big Cigar                       | Stephen Blauner            | Miniserie                                             |

### Videojuegos
| Año  | Título              | Papel |
| ---- | ------------------- | ----- |
| 2014 | La leyenda de Korra | Bolín |